# 陳奎輝
陳奎輝（16世紀—17世紀），字克韞、又字漆林，福建福州府長樂縣江田人，明朝、南明政治人物。

## 生平
陳奎輝是天啟元年（1621年）辛酉科福建鄉試第六十六名舉人，授平和教諭，陞姚州知州，五年內政績卓著，因父母年老辭官回鄉，弘光帝即位，起為南康同知，赴任時清兵攻至九江，南康失守，雖被擒獲至軍府依然與對方爭辯，得旁人解圍才得釋放，其後移居匡山上草舍，研究王陽明的《良知錄》作出辯駁，繞道歸里後因悲傷過度去世。
陳奎輝與首輔黃道周友好，對方在榕壇講學時特別重視他，為他寫下榕壇問業十三則，又為他的《寤寐齋詩集》作序，載入《石齋集》中。

## 引用
1. 1 2  民國《（福建）長樂縣志·卷二十六·列傳六》：陳奎輝，字克韞，別字漆林，江田人，天啟辛酉舉人，授平和教諭，行取令雲南姚州，歷五載有政聲，以親老乞歸，福王立，召赴南康同知，清兵下九江，孤城不守，被執至軍府，數以不從罪仍侃侃與爭，旁有為之解者得放歸，居匡山絕頂草舍，蕭然取王陽明先生所傳《良知錄》力辨駁之，間道歸江田故里，以悲號卒。初奎輝與黃石齋相國友，石齋築榕壇講學，其中特重奎輝，為梓榕壇問業十三則，又為序寤寐齋詩集，略曰：「陳克韞思致清深，才藻敏妙，本家學而暢以惠風，數百篇皆和美遒逸可誦也。」今載《石齋集》。 同治彭志
2. ↑  錢海岳《南明史·卷九十九·列傳第七十五》：（長樂）陳奎輝，字克韞，（陳）肇曾同年（崇禎元年）舉於鄉。歷姚州知州、南康同知。黃道周曰：「思致清深，才藻敏妙，吾愧不如。」